# Ittre
Pour les articles homonymes, voir Ittre (homonymie).
Ittre (en néerlandais Itter, en wallon Ite) est un village et commune francophone de Belgique située en Région wallonne dans la province du Brabant wallon. Située dans la partie occidentale du Brabant wallon la commune est traversée par le canal Charleroi-Bruxelles et la Sennette.
Au 1er janvier 2025, la population totale de cette commune est de 6 963 habitants. Ittre est jumelée depuis 1992 avec la commune française d'Écueillé (Indre).

## Étymologie
'Ittre' doit son nom au latin « Ittrae » qui signifie « Ville d'eau ». Haut-Ittre est le nom donné au village surplombant Ittre. Virginal tirerait son nom de « Versus Altum », nom donné par les Gallo-Romains en raison de sa situation culminante.

## Géographie

### Situation géographique
Située dans l'ouest de la province du Brabant wallon, la commune d'Ittre s'étend sur 35 km2.
Le village d'Ittre a longtemps été considéré comme étant situé au centre géographique de la Belgique, spécificité symbolisée par un monument composé de meules au milieu du village. Mais les relevés géographiques officiels avaient néanmoins oublié de prendre en compte le rattachement des Cantons de l'Est à la Belgique en 1919. Le centre géographique s'en était dès lors retrouvé déplacé à Nil-Saint-Vincent, un autre village brabançon. Il faudra toutefois attendre 1998 pour que l'erreur soit définitivement corrigée avec l'inauguration d'un nouveau monument moderne à Nil-Saint-Vincent. Ittre a néanmoins conservé le sien.

### Communes limitrophes
|                 | Tubize - Braine-le-Château |                 |
| Braine-le-Comte | Ittre                      | Braine-l'Alleud |
|                 | Braine-le-Comte - Nivelles |                 |

### Sections
Depuis la fusion des communes de 1977, l'entité regroupe trois villages.
| # | Nom            | Superf. (km²) | Habitants (2020) | Habitants par km² | Code INS |
| - | -------------- | ------------- | ---------------- | ----------------- | -------- |
| 1 | Ittre          | 21,06         | 3.240            | 154               | 25044A   |
| 2 | Haut-Ittre     | 6,31          | 903              | 143               | 25044B   |
| 3 | Virginal-Samme | 7,66          | 2.813            | 367               | 25044C   |

### Hydrographie

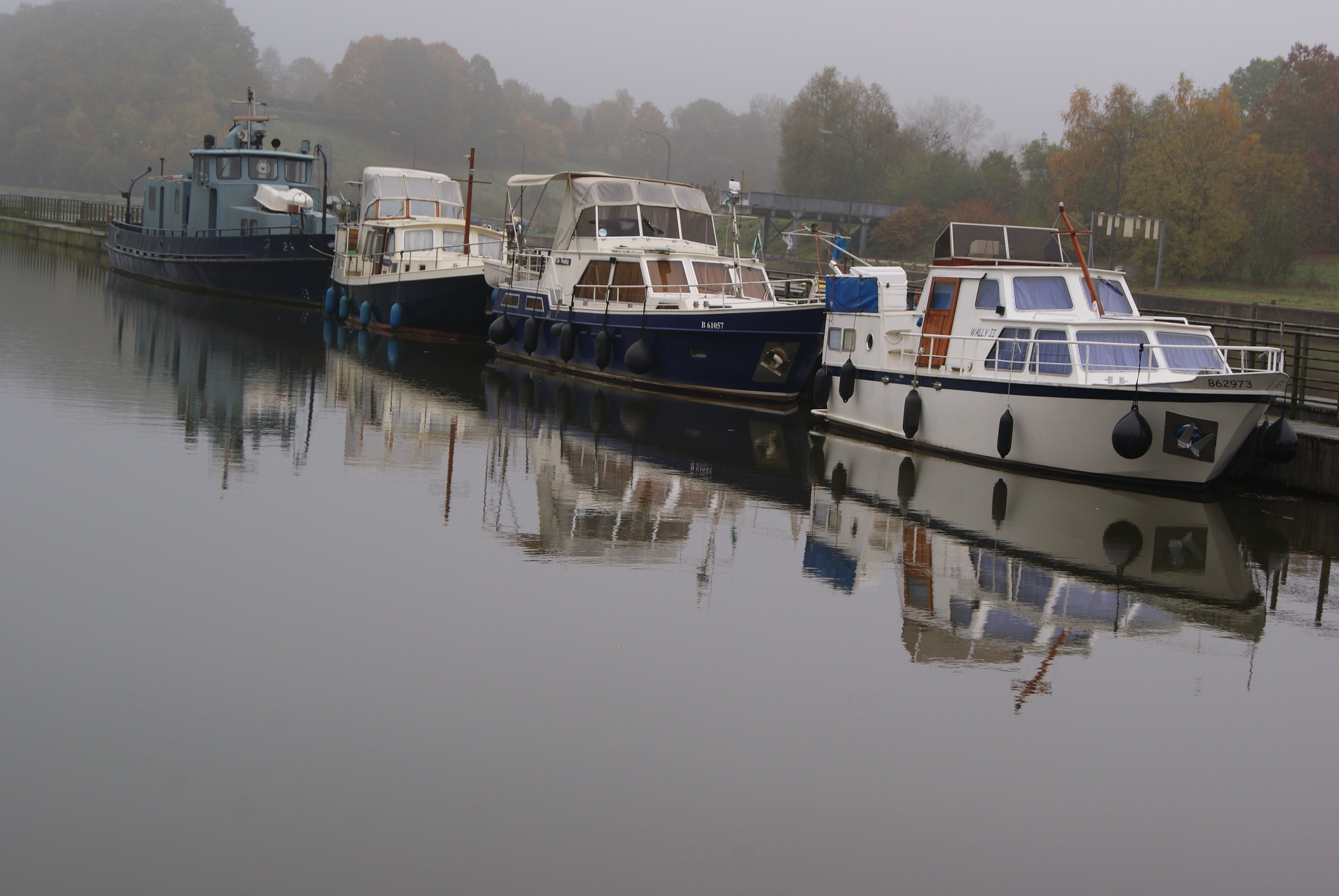
Port de plaisance d'Ittre.

Ittre est traversée par la Sennette, le Ry-Ternel et quelques ruisseaux ainsi que par le canal Bruxelles-Charleroi. On peut retrouver une écluse d'une dénivellation de 14 mètres basée sur des plans de Léonard de Vinci.

## Démographie

### Démographie: Avant la fusion des communes
- Source: DGS recensements population

### Démographie: Commune fusionnée
En tenant compte des anciennes communes entraînées dans la fusion de communes de 1977, on peut dresser l'évolution suivante :
Les chiffres des années 1831 à 1970 tiennent compte des chiffres des anciennes communes fusionnées.
- Source: DGS , de 1831 à 1981=recensements population; à partir de 1990 = nombre d'habitants chaque 1 janvier

## Histoire

### Notre-Dame d'Ittre
L'histoire de Notre-Dame d'Ittre commence à Bois-Seigneur-Isaac.
En 1096, Isaac et son fils, Seigneurs de ce village, participèrent à la première croisade.
Ils furent faits prisonniers par les Sarrasins lors du siège de Jérusalem. Durant leur détention, ils invoquèrent la Vierge Marie pour lui demander leur libération, promettant qu'ils lui érigeraient une chapelle à l'emplacement même où son image figurait déjà : contre un tilleul non loin du château.
Libérés de leurs chaînes, ils parviennent à rentrer au pays et s'acquittent de leur vœu.
En 1336, un terrible fléau s'abat sur la région: la peste.
Notre-Dame de Bois-Seigneur-Isaac est alors conduite en procession solennelle de village en village. Mais, arrivée à Ittre, la Madone est déposée et l'épidémie s'arrête subitement. Dans ces conditions, on estima que la Vierge ne pouvait plus quitter Ittre, malgré les protestations des habitants de Bois-Seigneur-Isaac et les nombreux procès ecclésiastiques qui, assez curieusement, tranchèrent le litige en faveur de l'église d'Ittre. Pour remercier Notre-Dame de tous ses bienfaits, les seigneurs de l'époque, Étienne, sire d'Ittre et Englebert d'Enghien, seigneur de Fauquez, lui construisirent une chapelle en 1371.
Rebâtie en 1590, la chapelle où se trouve la statue de Notre-Dame est un vestige de cette époque. La démolition de l'ancienne église en 1896 l'ayant épargnée. Une procession en l'honneur de Notre-Dame fut instaurée.
C'est ainsi que depuis 1384, se déroule à Ittre une procession en son honneur qui doit avoir lieu tous les ans à la fête de l'Assomption, le 15 août. Ce jour-là la statue (dite 'miraculeuse') de la Vierge-Marie est portée en procession dans les campagnes, accompagnée de l'harmonie locale, de cavaliers et de bannières religieuses. Elle est suivie par une foule assidue et recueillie.
En 1964, le mouvement de jeunesse local, le Patro Notre-Dame d'Ittre, est fondé par l'Abbé René Cambier.

## Héraldique
|  | La commune possède des armoiries qui lui ont été attribuées le 19 février 1951 (Moniteur du 15 mars) et changées le 11 septembre 1998. Elles combinent le chevron et le lion des précédentes armoiries avec la clé des armoiries de Virginal-Samme (blasonnement : D'argent à une clef de sable.) reprise sur les armoiries de cette ancienne commune lui octroyées le 31 mai 1838. Blasonnement : Parti, au 1 de gueules au chevron d'or, au 2 de sinople au lion d'argent, armé, lampassé et couronné d'or, à une pointe retraite d'argent brochante sur la partition et chargée d'une clé de sable posée en pal, le paneton évidé en losange et tourné à senestre. Source du blasonnement : Heraldy of the World. |

## Politique et administration

### Conseil et collège communal 2024-2030
| Collège communal   |                        |                     |
| ------------------ | ---------------------- | ------------------- |
| Bourgmestre        | Christian Fayt         | Ensemble Pour Ittre |
| 1er Échevin        | Pascal Henry           | MR                  |
| 2e Échevine        | Fabienne Mollaert      | Ensemble Pour Ittre |
| 3e Échevine        | Lindsay Gorez          | MR                  |
| 4e Échevin         | Jacques Wautier        | Ensemble Pour Ittre |
| Présidente du CPAS | Françoise Peeterbroeck | Ensemble Pour Ittre |

### Forces politiques ittroises
Résultats des élections communales d'octobre 2024
- EPI : 41,66 %, 9 sièges
- Mouvement Réformateur (MR) : 29,04 %, 5 sièges
- APIC : 20,77 %, 4 sièges
- ECOLO : 8,53 %, 1 siège

À la suite des négociations, la majorité composée de EPI et du MR est reconduite. Christian Fayt (EPI) reste bourgmestre.
Résultats des élections communales d'octobre 2018
- Mouvement Réformateur (MR) : 17,41 %, 3 sièges
- EPI : 31,83 %, 6 sièges
- Intérêts Citoyens (IC) : 29,89 %, 5 sièges
- PACTE : 20,87 %, 3 sièges

À la suite des négociations, la majorité est composée de EPI et du MR. Christian Fayt (EPI) devient bourgmestre.
Résultats des élections communales d'octobre 2012
- Intérêts Citoyens (IC), ex - Intérêts Communaux : 39,36 %, 7 sièges
- Participation & alternatives (PA) : 13,93 %, 2 sièges
- Ittre PluS - Liste du Bourgmestre (Parti Socialiste, PS) : 35,31 %, 7 sièges
- Écolo : 11,40 %, 1 siège

À la suite des négociations, la majorité est composée des IC et de Ittre PluS. Ferdinand Jolly (IC) devient bourgmestre.
Résultats des élections communales d'octobre 2006
- Intérêts communaux (IC) : 43,14 %, 8 sièges
- Participation & alternatives (PA) : 18,59 %, 3 sièges
- Ittre PluS (Parti Socialiste, PS) : 24,35 %, 4 sièges
- Écolo : 13,93 %, 2 sièges

À partir du 4 décembre 2006, le Collège Communal se compose du PS, Ecolo et PA. Axel François (PS) devient bourgmestre.
Résultats des élections communales de 2000
- Intérêts communaux (IC) : 43 % et 8 sièges
- Participation & Alternatives (PA) : 22 % et 4 sièges
- Parti socialiste (PS) : 20 % et 3 sièges
- Ecolo : 13 % et 2 sièges

## Patrimoine et culture

### Patrimoine architectural et sites
- Église Saint-Rémy (1896-1899, architecte Clément Léonard), à Ittre. Cette église renferme un trésor avec la châsse de Sainte-Lutgarde.

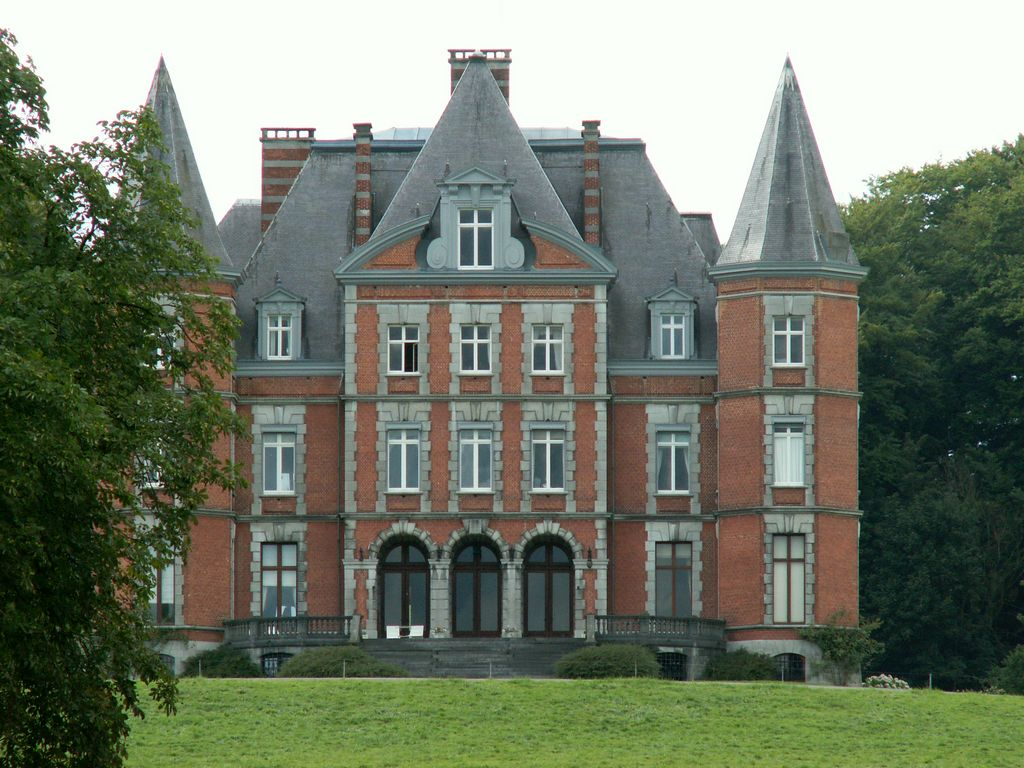
Église Saint-Laurent de Haut-Ittre, d'origine romane. Elle a conservé de cette époque sa tour en grès, son abside et sa nef centrale.
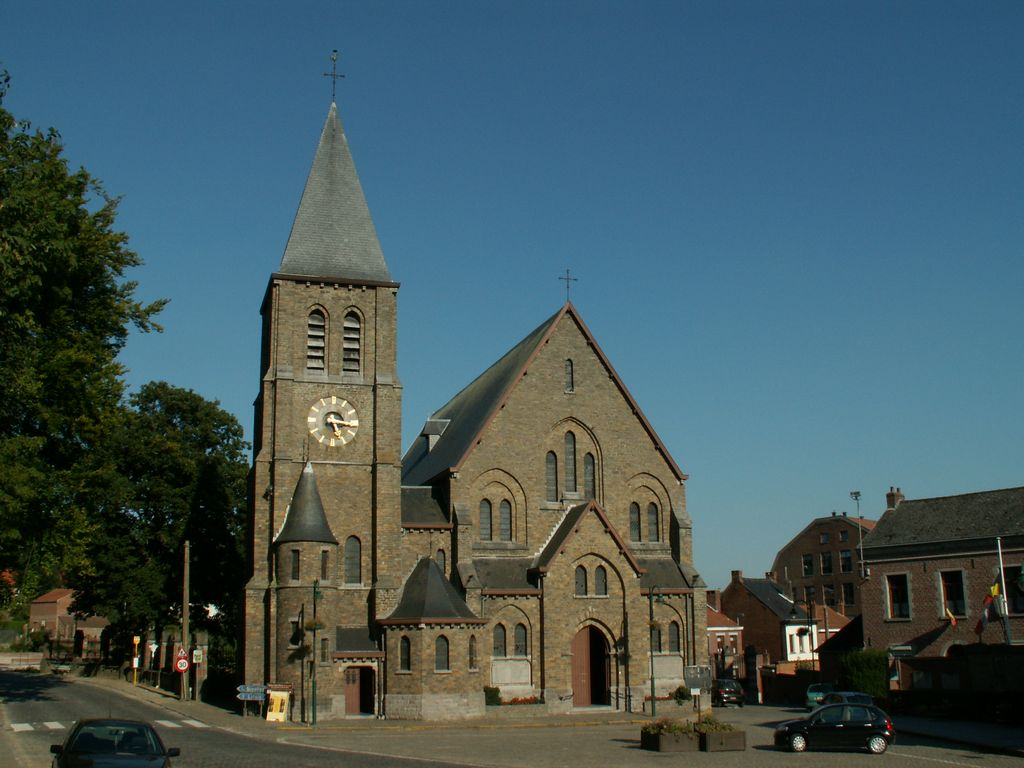
Église Saint-Pierre à Virginal. Reconstruite en 1827 en style néo-classique, elle possède des vitraux (1928) provenant des anciennes verreries de Fauquez.
- Le Château d'Ittre, construit vers 1885 par Gustave t'Serstevens, dans un magnifique parc dessiné en 1884.
- L'Ancienne brasserie seigneuriale.
- La Chapelle Sainte-Lutgarde, desservant les employés et ouvriers des verreries, à Fauquez.
- Le Musée de la Forge, datée de 1701 et transformée en musée en 1958.
- Le Musée du Folklore.
- La Tour d'Asquempont, vestige médiéval, à Virginal.
- La Maison du Baudet, du XVIIIe siècle, à Virginal.
- Le patrimoine immobilier classé
- Le Musée Marthe Donas, première femme à peindre des œuvres abstraites en Belgique. Réside à Ittre principalement dans les années 1940.
- Le château de Baudemont ainsi que son haras.  - Château d'Ittre.
  - L'église Saint-Rémy, à Ittre.

## Économie
- La commune d'Ittre possède une chocolaterie.
- La majorité des emplois de la commune sont du secteur tertiaire. Néanmoins, la majorité des habitants travaillent en dehors de la localité.
- En 2011, le revenu moyen s'élève à 15 434 euros par habitant.

## Personnalités
- Ambroise-Joseph de Herzelles, (1680-1759), surintendant général des Finances du gouvernement des Pays-Bas (autrichiens).
- Arthur Brancart (1870-1934), maître-verrier, fondateur et directeur des verreries de Fauquez.
- Lorenzo Gatto.
- Ferdinand Jolly, ingénieur-agronome, ancien échevin et bourgmestre de 2012 à 2018.